# Android Cupcake
Android 1.5 Cupcake fue la tercera versión descontinuada de Android desarrollada por Google, un lanzamiento mayor de la plataforma para los teléfonos inteligentes con Android, empezando en mayo de 2009. Este lanzamiento incluyó nuevas funciones para ambos desarrolladores y usuarios, así como también en el esqueleto del API de Android . Para los desarrolladores, la plataforma 1.5 de Android fue disponible como un componente descargable del Android SDK.